# Sinodul din Dort
Sinodul din Dort a fost un sinod național ținut în Dordrecht în 1618-1619 de Biserica Reformată Olandeză pentru a rezolva o serioasă controversă provocată în bisericile olandeze de răspândirea arminianismului. Prima întrunire s-a ținut pe 13 noiembrie 1618, iar întrunirea finală, a 154-a, pe 9 mai 1619. Au fost invitați și reprezentanți cu drept de vot din Bisericile Reformate din opt țări străine. Dort era un termen englez colocvial folosit în acea vreme pentru orașul Dordrecht. La acest sinod se face referire și ca Sinodul din Dordt sau Sinodul din Dordrecht.

## Tema
După moartea lui Iacob Arminius, adepții săi au adus obiecții la Confesiunea belgică și la învățătura lui Ioan Calvin, Teodor Beza și a adepților lor. Aceste obiecții au fost publicate într-un document numit Remonstranța din 1610, iar proponenții săi au fost cunoscuți ca Remonstranți. Calviniștii ce li se opuneau, conduși de profesorul Franciscus Gomarus de la Universitatea din Leida, au devenit cunoscuți sub numele de contra-remonstranți.
În Remonstranță și alte scrieri mai târzii, arminienii au publicat o alternativă la doctrina calvinistă a Confesiunii belgice, prezentând cinci puncte de divergență. Ei susțineau alegerea pe baza prevederii credinței, o ispășire universală, depravarea parțială a omului, harul rezistibil și posibilitatea căderii din har. Simon Episcopius (1583-1643) a fost purtătorul de cuvânt al celor treisprezece reprezentanți ai remonstranților care au fost citați în fața Sinodului din 1618.

## Canoanele de la Dort
Sinodul a concluzionat respingând aceste vederi și prezentând doctrina reformată corespunzătoare fiecărui punct, și anume: depravarea totală, alegerea necondiționată, ispășirea limitată, harul irezistibil și perseverența sfinților. Acestea sunt uneori numite Cele cinci puncte ale calvinismului.
Decizia Sinodului din Dort în privința celor cinci puncte de doctrină în dispută în Țările de Jos, cunoscută îndeobște drept Canoanele de la Dort, este o explicație a deciziei juridice a Sinodului. În prefața la original, Decizia este numită o
"judecată în care amândouă, părerea adevărată, în acord cu Cuvântul lui Dumnezeu, despre cele cinci puncte sus-menționate este explicată, iar părerea falsă, în dezacord cu Cuvântul lui Dumnezeu, este respinsă."
Canoanele nu au fost concepute ca o explicație comprehensivă a doctrinei reformate, ci numai ca o expunere a celor cinci puncte în dispută.

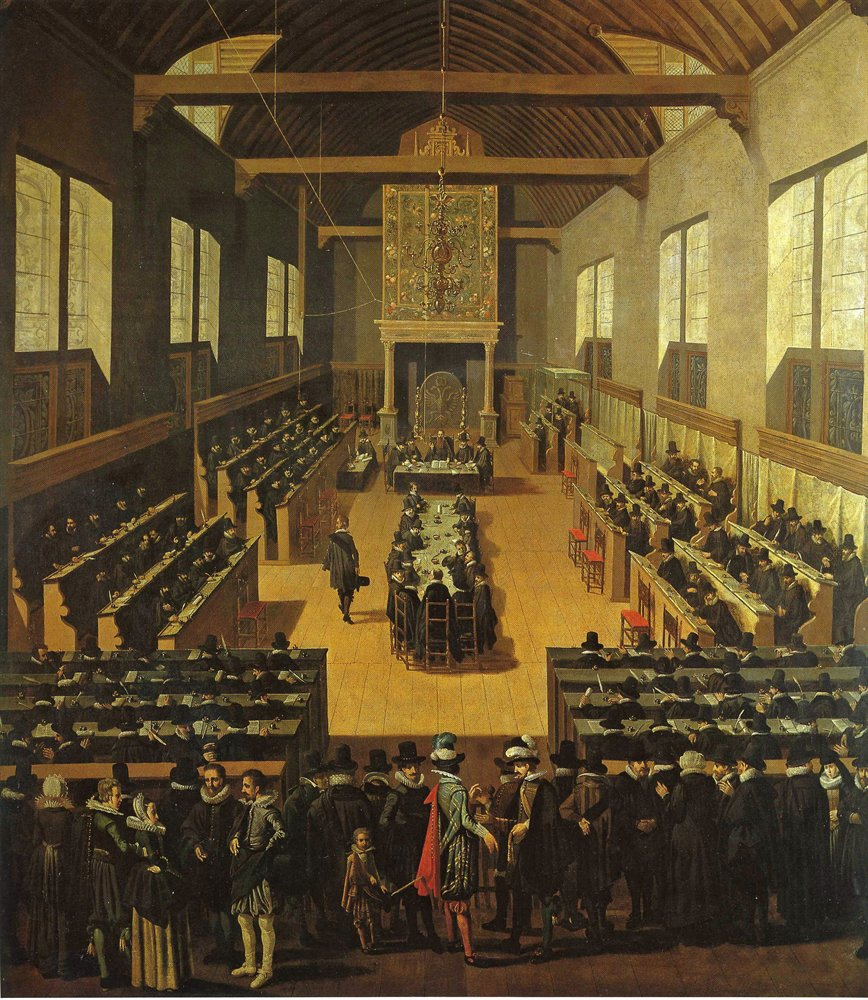
Synod of Dordrecht (1621) de Pouwel Weyts

## Impactul politic
Actele Sinodului au fost legate de intrigi politice ce s-au iscat în timpul celor doisprezece ani de armistițiu în Războiul Țărilor de Jos cu Spania. Decizia Sinodului a reprezentat osânda foarte respectatului și influentului om de stat Johan van Oldenbarnevelt, care fusese protectorul remonstranților arminieni. Pentru crima de "tulburare generală în starea națiunii, atât în Biserică, cât și în Stat" (trădare), el a fost decapitat pe 13 mai 1619, la numai patru zile după întrunirea finală a Sinodului. El este considerat și de calviniști ca unul din cei mai mari oameni din istoria Țărilor de Jos. De asemenea pierdut pentru națiune ca o consecință a înfrângerii arminienilor a fost fenomenalul jurist Hugo Grotius, unul dintre susținătorii de până la Sinod ai drepturilor remonstranților. Grotius a fost condamnat la închisoare pe viață, dar a evadat cu ajutorul soției. Atât van Oldenbarnevelt cât și Grotius fuseseră închiși începând cu 29 august 1618. Teologia arminiană a căpătat mai târziu toleranță oficială din partea statului și a continuat în diverse forme în cadrul protestantismului.

## Traducerea Bibliei
Sinodul a decis și ca Biblia să fie tradusă în olandeză direct din Biblia ebraică respectiv din Noul Testament în greacă koine. Au fost numiți traducătorii, iar Statelor Generale li s-a cerut să finanțeze proiectul. După ce traducerea a fost publicată în 1637, a devenit cunoscută ca traducerea Statelor (Statenvertaling).

## Reprezentanți străini
- din Anglia: George Carleton (1559-1628), Joseph Hall (1574-1657), Thomas Goad (1576-1638), John Davenant (1576-1641), Lancelot Andrewes (1555-1626)

- din Scoția: Walter Balcanqual (1586-1645), Samuel Ward (mort în 1643), William Ames (Guilielmus Amesius) (1576-1633)

- din Heidelberg: Abraham Scultetus (1566-1624), Paul Tossanus (1572-1634), Hendrik Alting (1583-1644)

- din Hessa: Georg Cruciger (1575-1637), Paul Stein (1585-1643), Rudolph Goclenius (1547-1628), Daniel Anglocrator (1569-[[1635])]

- din Elveția: Johann Jakob Breitinger (1575-1645), Wolfgang Mayer (1577-1653), Sebastian Beck (1583-1654), Mark Rütimeyer (1580-1647), Hans Conrad Koch (1564-1643).

- din Geneva: Giovanni Diodati (1576-1649), Théodore Trochin (1582-1657)

- din Bremen: Ludwig Crocius (1586-1653), Matthias Martinius (1572-1630), Heinrich Isselburg (1577-1628).

- din Nassau-Wetteravië: Johann Heinrich Alsted (1588-1638), John Bisterfeld (mort în 1619), Georg Fabricius

- din Emden: Ritzius Lucas Grimersheim (1568-1631), Daniel Bernard Eilshemius (1555-1622).

- din Franța: nici unul, deoarece guvernul francez le interzisese participarea. În onoarea hughenoților absenți a fost așezat un rând de scaune libere.